# Unechte Teilortswahl
Die unechte Teilortswahl ist eine Sonderregelung im Kommunalwahlrecht von Baden-Württemberg, die eine ausreichende und garantierte Repräsentanz einzelner Teilorte („Wohnbezirke“) im entsprechenden Gemeinderat der Gesamtgemeinde sichern soll:
Dabei bilden ein Teilort bzw. mehrere Teilorte einen „Wohnbezirk“, für den zwar eine eigene Teilortsliste gebildet werden kann, die dann allerdings von allen Stimmberechtigten der Gesamtgemeinde wählbar ist. Daraus leitet sich die Bezeichnung „unecht“ ab, da bei einer „echten“ Teilortswahl jeder Teilort/Wohnbezirk nur seine eigene Vertretung wählen dürfte. Bei der unechten Teilortswahl wird den einzelnen Wohnbezirken eine bestimmte Anzahl Sitze im Gemeinderat garantiert, relativ zu ihrer Größe.
Unabhängig von der unechten Teilortswahl gibt es in Baden-Württemberg die Möglichkeit, durch eine Ortschaftsverfassung Ortschaftsräte wählen zu lassen. Sind die jeweiligen Ortsvorstände bzw. Bezirksvertretenden oder -repräsentierenden nicht per Wahl, sondern von Amts wegen im Zentralgremium vertreten, besitzen sie dort kein Stimmrecht, sondern haben lediglich „beratende“ Funktion.

## Verfahren
§ 27 der Gemeindeordnung Baden-Württembergs regelt das Verfahren; ob die unechte Teilortswahl angewendet wird, legt die jeweilige Gemeinde in ihrer Hauptsatzung fest: Dann werden Wohnbezirke aus jeweils einem oder mehreren räumlich getrennten Ortsteilen gebildet, auf welche die zu besetzenden Gemeinderatssitze entsprechend der jeweiligen Bevölkerungszahl aufgeteilt werden. In den Wahlvorschlägen müssen Kandidierende getrennt nach Wohnbezirken aufgeführt werden, wobei eine Kandidatur nur auf der Teilliste des Wohnbezirks möglich ist, in dem die jeweiligen Bewerber wohnen. In Wohnbezirken, in denen ein bis drei Gemeinderäte für den Wohnbezirk zu wählen sind, darf jeweils ein Kandidat mehr auf dem Wahlvorschlag kandidieren, in Wohnbezirken, in denen mehr als drei Gemeinderäte zu wählen wären, ist drei die Obergrenze für die Bewerbungen je Wahlvorschlag.
„Unecht“ ist die Teilortswahl insofern, als alle Wählenden der Gesamtgemeinde über alle Bewerber abstimmen können: Aus jedem Wohnbezirk dürfen dabei höchstens so viele Bewerber gewählt werden, wie für diesen Wohnbezirk Gemeinderäte zu wählen sind. Da in Baden-Württemberg Kumulieren erlaubt ist, also die Vergabe von bis zu drei Stimmen auf einen Bewerber, kann ein Wähler bis zum Dreifachen der Stimmenzahl auf Kandidaten aus einem Wohnbezirk vergeben, solange er die Gesamtzahl der Stimmen für die Gesamtgemeinde nicht überschreitet. Beim Panaschieren, also der Wahl von Bewerbern verschiedener Wahlvorschläge, müssen die Wählenden beachten, dass er auch dann nicht mehr Bewerber aus einem Wohnbezirk wählen darf.

### Auszählung
Bis zur Wahl 2009 fand das D’Hondt-Verfahren Anwendung, seit der Kommunalwahl 2014 wird das Wahlergebnis nach dem Sainte-Laguë-Verfahren berechnet: Zunächst wird für jeden Wohnbezirk der Anteil der Sitze ermittelt, der auf jede Liste als Ganzes entfällt. Zusätzlich wird die Zahl der Sitze ermittelt, die in der Gesamtgemeinde auf den Wahlvorschlag entfallen. Meist ist letztere Zahl für mindestens einen Wahlvorschlag niedriger als die Summe der Sitze, die in den einzelnen Wohnbezirken anfallen, dieser erhält dann Überhangmandate. Dann wird die Gesamtzahl der Sitze durch Ausgleichsmandate so weit erhöht, bis alle Summen erreicht sind. Dadurch kann die Anzahl der Sitze im Gemeinderat bis auf das Doppelte der gesetzlich vorgesehenen Zahl ansteigen. Im Durchschnitt liegt dieser Zuwachs bei den Gemeinden, die eine unechte Teilortswahl anwenden, bei drei.

## Geschichte
Die unechte Teilortswahl wurde 1953 durch die Verfassung des neu gebildeten Landes Baden-Württemberg ermöglicht, die in Artikel 72 regelte, dass Teilorten durch Gemeindesatzung eine Vertretung im Gemeinderat gesichert werden könne. Umgesetzt wurde dies durch die 1955 eingeführte Gemeindeordnung für Baden-Württemberg, die in § 27 die unechte Teilortswahl definiert.
Besondere Bedeutung erreichte die unechte Teilortswahl 1972 im Zug der Gebietsreform in Baden-Württemberg, da einige bislang selbständige Gemeinden befürchteten, nach dem Verlust ihrer Autonomie als Teilorte nicht mehr genug Einfluss auf die Kommunalpolitik in der jeweils entstehenden Groß- bzw. Zentralgemeinde zu haben. Vielfach wurde daher vertraglich festgelegt, dass die unechte Teilortswahl in die Hauptsatzung der Gemeinde aufgenommen werden müsse.
Dabei ist die Anzahl der baden-württembergischen Gemeinden, welche die unechte Teilortswahl anwenden, bereits seit den 1970er Jahren rückläufig: Abgeschafft wurde sie z. B. 2009 in Ettlingen, 2013 in Schwäbisch Hall oder Herrenberg.
In Sinsheim wiederum scheiterte am 25. Mai 2014 das Anliegen zur Abschaffung der unechten Teilortswahl beim ersten in der Stadt durchgeführten Bürgerentscheid; auch andere Gemeinden wie Kappel-Grafenhausen blieben nach Diskussionen und Abstimmungen bei dem Modell.
Eine Städtetagsumfrage kam 2007 zu dem Ergebnis, dass „bei der ersten Wahl nach Abschaffung der unechten Teilortswahl [...] bei 21% der Kommunen ein Wohnbezirk und bei 24% der Kommunen zwei oder mehr Wohnbezirke nicht im Gemeinderat vertreten[, mithin] in 55 % aller Fälle [...] noch alle Wohnbezirke bzw. Teilorte im Gemeinderat vertreten waren“.
Eine Abschaffung der unechten Teilortswahl hat dabei nichts mit einer Abschaffung der dezentralen Ortsverwaltungen oder dergleichen zu tun, wie oft missverstanden oder polemisch angeführt: Die Ortsverwaltungen sind Verwaltungsorgane, während die gewählten Vertretungen politische Gremien sind; auch die jeweiligen Ortsverfassungen sind von einer Abschaffung der unechten Teilortswahl nicht betroffen.

## Entwicklung
| Wahljahr | Anzahl Gemeinden im Bundesland insgesamt | Davon mit unechter Teilortswahl | Davon mit unechter Teilortswahl | Zahl der Wohnbezirke mit unechter Teilortswahl |
| -------- | ---------------------------------------- | ------------------------------- | ------------------------------- | ---------------------------------------------- |
| Wahljahr | Anzahl Gemeinden im Bundesland insgesamt | Anzahl                          | Prozent                         | Zahl der Wohnbezirke mit unechter Teilortswahl |
| 1975     | 1110                                     | 717                             | 64,6                            | nicht bekannt                                  |
| 1980     | 1110                                     | 706                             | 63,6                            | nicht bekannt                                  |
| 1984     | 1110                                     | 693                             | 62,4                            | 3931                                           |
| 1989     | 1110                                     | 680                             | 61,3                            | 3149                                           |
| 1994     | 1110                                     | 638                             | 57,5                            | 2970                                           |
| 1999     | 1110                                     | 596                             | 53,7                            | 2745                                           |
| 2004     | 1110                                     | 537                             | 48,4                            | 2490                                           |
| 2009     | 1101                                     | 483                             | 43,9                            | 2231                                           |
| 2014     | 1101                                     | 438                             | 39,8                            | 2030                                           |
| 2019     | 1101                                     | 384                             | 34,9                            | 1792                                           |

## Aktualia
Im September 2021 führte Hüfingen nach einem entsprechenden Bürgerentscheid die unechte Teilortswahl wieder ein, nachdem nach ihrer Abschaffung dort 2007 zuletzt drei der fünf Teilorte nicht mehr im gesamtstädtischen Gemeinderat vertreten gewesen waren.
Im Dezember 2021 entschloss sich im Vorfeld der Kommunalwahlen in Baden-Württemberg im Mai 2024 z. B. die Gemeinde Kraichtal, nicht mehr die unechte Teilortswahl anzuwenden. Im November 2022 fasste Igersheim denselben Beschluss, im Dezember dann Häg-Ehrsberg.
2023 schaffte im Januar Kenzingen die unechte Teilortswahl ab, im anschließenden Februar sprach sich der Gemeinderat Titisee-Neustadt für die Abschaffung aus.

## Vorteile
Als bedeutendster Vorteil der unechten Teilortswahl wird angeführt, dass gewährleistet sei, dass aus jedem Teilort so viele Gemeinderäte kämen, wie es seiner Einwohnerzahl entspreche. Von Gegnern wird eingewendet, dass dadurch die Minderheitenrechte nur scheinbar besser gewahrt würden: Dadurch, dass alle Wählenden der Gesamtgemeinde über die Vertreter der Teilorte abstimmten, könnten auch Kandidaten gewählt werden, die innerhalb ihres Teilorts keine Mehrheit verträten; in größeren Gemeinden bzw. Städten erfolgten Entscheidungen häufig entlang von Fraktionsgrenzen, einzelne Vertreter eines Teilorts hätten nur wenig Gewicht.
Nach einer vom Verwaltungsgerichtshof Baden-Württemberg (VGH) stattgegebenen Klage aufgrund eines „unterrepräsentierten Teilorts“ gegen die Kommunalwahl 2019 in Tauberbischofsheim musste diese im Februar 2023 wiederholt werden.

## Nachteile (Auswahl)
Als bedeutendster Nachteil der unechten Teilortswahl gilt das komplizierte Verfahren: Dies wird z. B. als Ursache für die niedrigere Wahlbeteiligung in Gemeinden mit unechter Teilortswahl gesehen, um z. B. fast 2 Prozent. Zusätzlich verzichteten viele Wählende auf einen Teil der ihnen zustehenden Stimmen, um zuverlässig nicht ungültig zu wählen.
Aufgrund auch des genau zu erfolgenden und jeweils nur begrenzt möglichen Kumulierens und Panaschierens liegt der Anteil der ungültig ausgefüllten Wahlzettel bei fast 5 % im Gegensatz zu den sonst üblichen über 2 %: Dadurch gingen Stimmen verloren und der Wählerwille würde nicht oder nur ungenau in der Sitzverteilung abgebildet. Auch behindere das aufwändigere Verfahren die volle Ausschöpfung des den einzelnen Wählenden zustehenden Stimmenkontingents angesichts z. B. einer Quote bei den Kommunalwahlen 2009 von 79,6 % gegenüber 89,2 %.
Als weiterer Nachteil gilt die aufgrund von Ausgleichsmandaten größere Zahl an Gemeinderatssitzen; das aufwändigere Verfahren verursache auch mit den aufgeblähten Räten höhere Kosten.